# Román Mastrángelo
Román Mastrángelo ist ein argentinischer Radrennfahrer.
Román Mastrángelo wurde 2007 argentinischer Meister im Einzelzeitfahren der Juniorenklasse. 2008 gewann er den nationalen Meistertitel in der U23-Klasse. Außerdem gewann er die Silbermedaille bei der Panamerika-Meisterschaft und bei der Weltmeisterschaft 2008 in Varese belegte er Platz 52. In der Saison 2009 wurde Mastrángelo argentinischer U23-Meister im Einzelzeitfahren und im Straßenrennen. 2010 siegte er im Etappenrennen Clásica del Oeste-Doble Bragado. Im März 2014 belegte er für den Club Ciclista Fénix startend in der Gesamtwertung der Rutas de América den 3. Platz mit 13 Sekunden Rückstand auf den Sieger Héctor Aguilar und zwölf Sekunden auf den Zweitplatzierten Alan Presa.

## Erfolge
2007
- Argentinischer Meister – Einzelzeitfahren (Junioren)

2008
- Argentinischer Meister – Einzelzeitfahren (U23)

2009
- Argentinischer Meister – Einzelzeitfahren (U23)
- Argentinischer Meister – Straßenrennen (U23)

## Teams
- 2014 Club Ciclista Fénix